# Partizánska Ľupča
Partizánska Ľupča (do roku 1946 Nemecká Ľupča, německy Deutschliptsch, německy Németlipcse) je obec na Slovensku v okrese Liptovský Mikuláš. Žije v ní přibližně 1 300 obyvatel. Součástí Partizánské Ľupči jsou osady Magurka a Železnô v Nízkých Tatrách.

## Historie
Dřívější jméno obce bylo Nemecká Ľupča, změněno bylo v roce 1945. Stará hornická osada Magurka, která se nachází na severních svazích Latiborské hole v katastru obce Partizánska Ľupča, byla v minulosti nejvýznamnějším ložiskem zlata a antimonu v Nízkých Tatrách.

## Přírodní poměry
Do katastrálního území obce zasahuje území národního parku Nízké Tatry a část národní přírodní rezervace Salatín.

## Pamětihodnosti
Ve vsi stojí je evangelický neoklasicistický kostel z roku 1887, římskokatolický gotický kostel svatého Matouše z konce 13. století a římskokatolický kostel Panny Marie Sedmibolestné na hřbitově z druhé poloviny 13. století.

## Rodáci
V obci se narodil hudební skladatel Miroslav Bázlik.